# Quelea

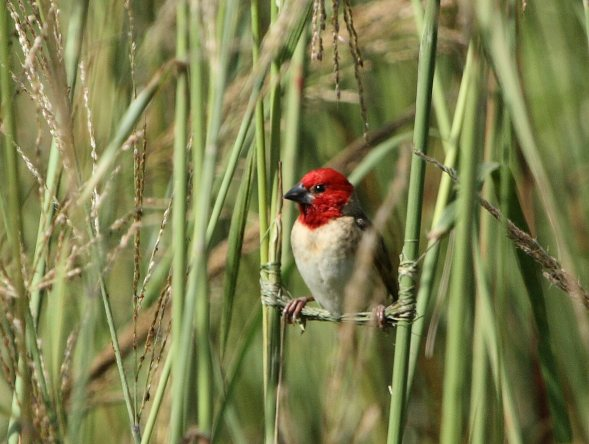
Ein Rotkopfweber-Männchen beim Nestbau in Südafrika

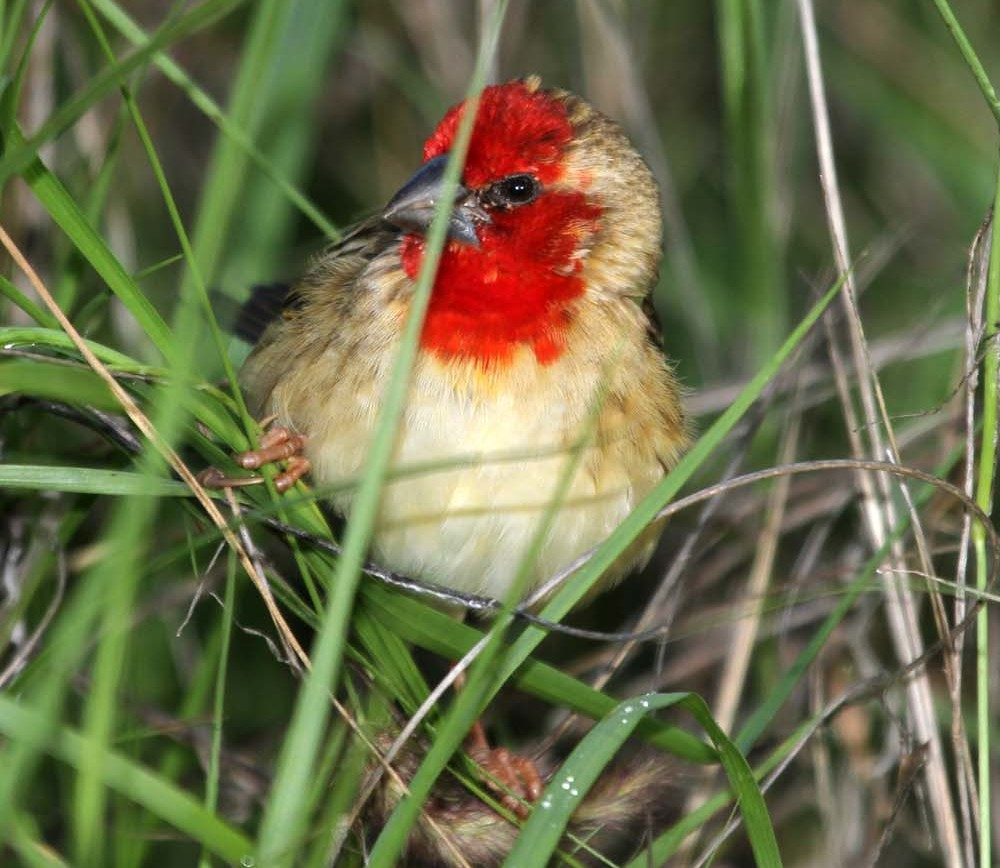
Kardinalweber

Quelea ist eine Gattung aus der Familie der Webervögel (Ploceidae), die mit drei Arten in Afrika vorkommt. Auf Madagaskar wurde sie eingeführt. Eine Art, der Blutschnabelweber (Quelea quelea), bildet gewaltige Schwärme, die neben denen der ausgestorbenen Wandertaube (Ectopistes migratorius) zu den größten bekannten Vogelansammlungen gehören. Der Blutschnabelweber gilt vielerorts als Plage, weil er in weiten Landstrichen die Ernte vernichtet.

## Merkmale
Die Quelea-Arten sind kleine, kurzschwänzige Webervögel, die Größen von 11 bis 12 cm erreichen. Zwischen Männchen im Prachtgefieder und den Weibchen herrscht ein Sexualdimorphismus, während zwischen den nicht brütenden Männchen und den Weibchen kaum Unterschiede hinsichtlich der Gefiederfärbung bestehen. Beim paarungsbereiten Männchen des Rotkopfwebers und des Kardinalwebers ist der Kopf dunkelrot. Die Kehle ist beim Kardinalweber dunkelrot und weist beim Rotkopfweber eine schwarze Bänderung auf. Während der Brutzeit ändert der Schnabel seine Färbung von dunkelbraun zu schwarz. Beim nicht brütenden Männchen und beim Weibchen des Kardinalwebers und des Rotkopfwebers sind die Stirn, der Scheitel und der Hals hellbraun mit dunklen Mittelstreifen. Im Gesicht verläuft ein breiter gelber Überaugenstreif. Das paarungsbereite Männchen des Blutschnabelwebers ist durch eine schwarze, rosafarbene oder cremefarbene Gesichtsmaske charakterisiert. Die angrenzenden Bereiche zur Gesichtsmaske an Scheitel, Hinterkopf und Kehle variieren je nach Individuum zwischen strohfarben und rosa.

## Lebensraum
Die Quelea-Arten bewohnen eine Vielzahl von Lebensraumtypen, darunter hohes Grasland häufig neben Gewässern, landwirtschaftlich genutzte Gebiete, einschließlich Reisfeldern, hartes spitzes Gras und bewaldetes Grasland in der Regel in trockenen Gebieten, trockene Dornsavanne, buschiges Grasland und Kulturflächen.

## Etymologie
Quelea war ursprünglich das Artepitheton für den Blutschnabelweber, der 1758 von Carl von Linné als Emberiza quelea erstbeschrieben wurde. Die Bedeutung des Namens für die afrotropischen Webervögel ist unklar. M. W. Jeffreys stellte 1973 eine etymologische Verbindung zwischen den pestartigen Schwärmen der Queleas, die die Ernten im modernen Afrika verwüsten und der riesigen Anzahl von Wachteln (Qualea) her, die in die Lager der Israeliten einfielen. Er zitiert das 4. Buch Mose (Numeri XI, 31):

„Da erhob sich ein Wind, vom Herrn gesandt, und ließ Wachteln kommen vom Meer und ließ sie auf das Lager fallen, eine Tagereise weit rings um das Lager, zwei Ellen hoch auf der Erde.“

Arthur Frederick Gotch glaubt dagegen an einen afrikanischen Trivialnamen, den er jedoch wahrscheinlich mit Dioch verwechselt hatte, eine Bezeichnung, die früher als englisches Hauptwort verwendet wurde und mit dem die Yolof, ein Volk aus der Region Senegambia, den Blutschnabelweber bezeichnen.

## Arten und ihre Verbreitung
- Kardinalweber (Quelea cardinalis). Monotypisch. Vorkommen: Südsudan, Demokratische Republik Kongo, Uganda, Kenia, Tansania und weiter südlich bis ins östliche Sambia.
- Rotkopfweber (Quelea erythrops). Monotypisch. Vorkommen: Senegal, Gambia, Guinea-Bissau, Guinea, São Tomé, Mali (Überschwemmungsebene des Niger), Sierra Leone, Liberia, Elfenbeinküste, Burkina Faso, Ghana in Richtung Osten ins südwestliche Niger, Nigeria, Kamerun, Äquatorialguinea, Gabun, Volksrepublik Kongo, das Binnenland entlang der Flüsse Kongo und Ubangi, Zentralafrikanische Republik, Demokratische Republik Kongo, Südsudan, Äthiopien, Uganda, Kenia, Tansania, Rwanda, Burundi, Malawi, Angola, Sambia, Mosambik und das küstennahe östliche Südafrika. Gelegentlich ist die Art im Nordosten von Namibia, in der Caprivi-Region von Botswana und in Zimbabwe am Sambesi anzutreffen.
- Blutschnabelweber (Quelea quelea). Unterarten: Quelea quelea quelea, Quelea quelea aethiopica und Quelea quelea lathamii. Vorkommen: Mauretanien, Senegal, Gambia, Mali, Burkina Faso, Niger, Nigeria, Kamerun, Tschad, Zentralafrikanische Republik, Sudan, Äthiopien, Eritrea, Demokratische Republik Kongo, Uganda, Kenia, Tansania, Somalia, Gabun, Volksrepublik Kongo, Angola, rechte Kongomündung, Sambia, Malawi, Mosambik südlich bis Namibia sowie das zentrale, südliche und östliche Südafrika. Eingeführt auf Madagaskar.

## Status
Die drei Quelea-Arten gelten als nicht gefährdet. Der Blutschnabelweber gehört zu den häufigsten Wildvogelarten der Welt. Seine Population wird auf über 1,5 Milliarden Exemplare geschätzt. Manche Autoren vermuten sogar 3 bis 10 Milliarden Exemplare.